# Friedrich von Scholtz
Boje Friedrich Nikolaus von Scholtz, född den 24 mars 1851 i Flensburg, död den 30 april 1927 i Ballenstedt, var en tysk militär.
von Scholtz blev officer vid artilleriet 1872, generalstabsofficer 1885, överste i generalstaben 1901, generalmajor 1905, överkvartermästare 1906, generallöjtnant och fördelningschef 1908, general av artilleriet och chef för 20:e armékåren (Allenstein) 1912 samt adlad 1913. Under första världskriget förde han först (med utmärkelse) sin armékår i slagen vid Tannenberg och Masuriska sjöarna samt i norra Polen 1914, blev i maj 1915 chef för 8:e armén (norra Polen) och i oktober samma år för häravdelningen Scholtz (Dünaburg). I januari 1917 fick han åter befäl över 8:e armén (Rigafronten) och i april samma år över armégruppen Scholtz (Makedonien), som han förde till Salonikifrontens sammanbrott i september samma år. Han blev försatt i disponibilitet i januari 1919.